# Czechosłowacja na Letnich Igrzyskach Olimpijskich 1992
Czechosłowację na Letnich Igrzyskach Olimpijskich 1992 reprezentowało 208 zawodników, 146 mężczyzn i 62 kobiety. Był to ostatni start Czechosłowacji na letnich igrzyskach olimpijskich i jednocześnie ostatni w ogóle start na igrzyskach olimpijskich, gdyż od następnych letnich igrzysk występowały już oddzielne reprezentacje Czech i Słowacji.

## Zdobyte medale
| Medal  | Zawodnik                  | Dyscyplina    | Konkurencja                          |
| ------ | ------------------------- | ------------- | ------------------------------------ |
| Złoto  | Jan Železný               | Lekkoatletyka | Rzut oszczepem                       |
| Złoto  | Robert Změlík             | Lekkoatletyka | Dziesięciobój                        |
| Złoto  | Lukáš Pollert             | Kajakarstwo   | C-1                                  |
| Złoto  | Petr Hrdlička             | Strzelectwo   | Trap                                 |
| Srebro | Jiří Rohan Miroslav Šimek | Kajakarstwo   | C-2                                  |
| Srebro | Václav Chalupa, Jr.       | Wioślarstwo   | Jedynka                              |
| Brąz   | Luboš Račanský            | Strzelectwo   | Strzelanie do ruchomej tarczy – 10 m |